# Jean-Claude Schindelholz
Jean-Claude Schindelholz (Moutier, 11 de outubro de 1940) é um ex-futebolista suíço que atuava como atacante.
Nascido em 11 de outubro de 1940, em Moutier, ficou conhecido pelo apelido “Schindou” e atualmente reside na Turquia. Como jogador de futebol, teve um papel importante ao ajudar a Suíça a conquistar a classificação para a Copa do Mundo de 1966, sendo decisivo na partida das eliminatórias contra a Holanda, realizada em 14 de novembro de 1965, em Berna. Pela seleção suíça, disputou 13 partidas.

## Carreira
Jean-Claude Schindelholz fez parte do elenco da Seleção Suíça de Futebol, na Copa do Mundo de 1966.